# هان جو وان
هان جو وان (کره‌ای: 한주완؛ زادهٔ ۱۰ ژانویه ۱۹۸۴) بازیگر اهل کره جنوبی است. او حرفهٔ بازیگری خود را در فیلم‌های کوتاه مستقل همچون ناگهان تابستان گذشته و خروج آغاز کرد. او در سال ۲۰۱۴ در درام تاریخی تفنگدار چوسان ایفای نقش کرد.